# Jim Cashman
Jim Cashman (Fort Erie, 30 aprile 1971) è un hockeista su ghiaccio, allenatore di hockey su ghiaccio e dirigente sportivo canadese.
Nella sua carriera professionistica ha giocato per i Bakersfield Fog e i Russian Red Army della West Coast Hockey League e per i Tulsa Oilers della Central Hockey League.  Ha anche giocato da semi-pro presso i Bakersfield Oilers della Pacific Southwest Hockey League.
Inoltre fu il fondatore della semi-pro Gulf Coast Hockey League e della North Eastern Hockey League.  Fu presidente di entrambe le leghe, e fu giocatore e allenatore degli York IceCats e degli Mohawk Valley IceCats nella NEHL. Fu capocannoniere di questa lega nella stagione 2003-04 con 36 goal, 47 assist, 83 point e 26 minuti di penalità in 25 partite.  Ha giocato 47 partite nella North Eastern Hockey League, segnando 59 goal e siglando 91 assist totalizzando 150 punti.